# 启蒙文学
启蒙文学是指盛行于18世纪欧洲启蒙运动时期的文学。从严格的意义上讲，“启蒙文学”并不是如浪漫主义文学或自然主义文学一样的严格意义上的文学流派，而是席卷整个欧洲的启蒙思想在文学上的延伸和体现。启蒙文学并没有独立的纲领，在文学史上对这一流派的界定也存在很多争议，但通常认为奥古斯都时期的英国文学、大革命之前的法国文学以及德国的狂飙突进运动，都可以算作启蒙文学范畴。
从纵向上看，启蒙文学选择性继承了17世纪法国古典主义文学的某些特性，但是却已经具备了近代文学的诸多元素，起到了承上启下的重要作用。尽管没有形成统一的纲领，各国发展的状况也存在差距，但仍取得了相当辉煌的成就。欧洲诸国中以法国成就最高，英国和德国次之，在俄国和意大利等国也有相应的     发展。

## 启蒙运动与启蒙文学

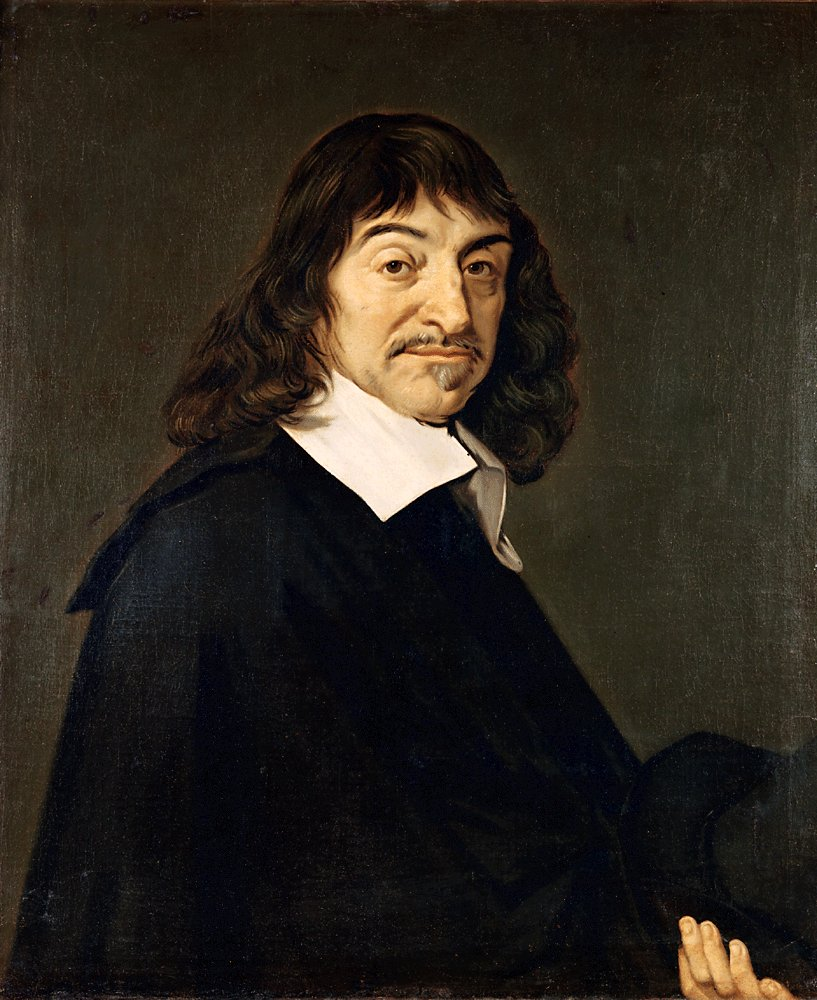
笛卡尔

18世纪欧洲启蒙运动是保守的封建势力和新兴的资产阶级价值观之间的一次巨大的冲撞。英国经资产阶级革命确立了君主立宪政体，并于18世纪60年代开始工业革命。残存的封建势力和新兴的工业资产阶级之间矛盾冲突不断，经验主义哲学盛行。路易十四死后，一度是欧洲最强大国家的法国开始陷入无休止的社会矛盾之中；稍晚于英国到来的工业革命极大的激化了资产阶级反对君主专制的决心，启蒙思想较英国更为激进，并最终催生了1789年的法国大革命。德国在17世纪“三十年战争”的影响下，仍分裂为数以百计的小邦国，经济远远落后于英法，德国的知识分子则深受法国、英国知识界影响，致力于传播启蒙思想，吁请国家统一与民族自强。在这样的社会与历史背景下，启蒙运动催生并得以迅速扩散，在整个欧洲形成一股强大的洪流。
英国哲学家洛克的经验主义哲学和法国哲学家笛卡儿的唯理主义哲学是启蒙运动的两大理论来源。
作为启蒙运动一部分的启蒙文学，在思想上以“理性崇拜”为核心，主张崇拜“自然理性”，反对君主王权。体现在文学上，基本都表现出崇尚个人自由、崇尚回归自然、宣传开明君主制或君主立宪制、主张发展工商业、自由的经济竞争等等。17世纪的法国式古典主义文学在启蒙运动中仍占有一定地位，但并未产生伟大的作品。尽管许多文学家仍借用古典主义的形式进行创作，但在思想内涵上却远远超越了古典主义的范畴
整体上看，启蒙文学中的反王权、反教会思想和文艺复兴文学有些相似，但更加激进。由于根植于启蒙运动的土壤之中，启蒙文学具有更加强烈的哲学思辨特征和政治经济学底蕴。启蒙文学不追求崇高的风格，多半以来自市民阶层的平民为主要人物，在体裁上也不仅仅局限于诗歌和戏剧，而是广泛采用各种体裁，其中尤以小说最为发达，为19世纪现实主义小说的繁荣奠定良好的基础。可以说，欧洲文学的“诗体时代”向“散文体时代”的过渡就是在启蒙文学阶段完成的。

## 英国
18世纪英国文学非常繁荣。古典主义文学在世纪初期势力强大，代表人物如亚历山大·蒲柏（1688年－1744年）在文坛上一直处于执牛耳的地位。直到20世纪，具有启蒙色彩的作家才在文坛占有一席之地。由于英国较早确立了开明的君主立宪政体，因此英国的启蒙文学并不具有强烈的政治或批判色彩，而是以温和的宣扬资产阶级价值观、宣扬海外殖民、清教徒精神为主。18世纪的英国文学通常被称作“奥古斯都文学”，在形式上通常比较正统，内容也比法国、德国文学轻松诙谐。
丹尼尔·笛福（1661年－1731年）是英国小说的开创者之一，他的启蒙思想比较温和，但仍是对古典主义文学的重大反拨。他的代表作《鲁滨逊漂流记》和《辛格顿船长》脍炙人口，通过描写社会中下层出身的青年航海冒险的故事，宣扬海外殖民思想。爱尔兰人乔纳森·斯威夫特（1667年－1745年）则比笛福激进得多，他的《格列佛游记》享誉世界。小说极尽讽刺之能，借主人公游历过程中的遭遇和见闻全面揶揄英国社会。斯威夫特通常把讽刺的对象夸张至残酷甚至荒诞的地步。诞生于20世纪美国的黑色幽默文学就将斯威夫特“追认”为自己的始祖。
18世纪30年代至50年代，是英国小说的鼎盛时期。萨缪尔·理查生是英国家庭小说的开创者，其著名作品《克拉丽莎》以中产阶级女子以及女仆为主人公，关注婚姻、家庭和道德问题，非常善于刻画人物心理和感情的细腻变化，是英国伤感文学的先驱。亨利·菲尔丁（1707年－1754年）是18世纪英国小说家中成就最高者，其代表作《汤姆·琼斯》规模宏大，共18部，是18世纪英国文学中最具启蒙特征的小说。《汤姆·琼斯》的道德寓意核心是“德性高贵”原则，批判贵族社会的伪善文明，主张建立新的“自然道德”。这部小说对英国文学的影响非常之大，19世纪浪漫主义和现实主义两大流派的作家无不对其推崇备至，其结构的精巧和周密达到了让人震惊的程度。此外，这一时期的重要作家还包括托比利亚·斯摩莱特（1721年－1771年），其流浪汉小说广受社会底层民众欢迎。
至18世纪中叶，英国工业革命发端，农村自耕农日益破产，城市贫富分化加剧，一种新的文学样式“伤感文学”产生。通常，“伤感文学”被认为是启蒙文学的一个支流，也是启蒙思想和英国软弱的城乡中小资产者情绪的反映。在创作上，突出强调感觉和感情，着力渲染人物内心的痛苦和不幸。
伤感文学的代表人物包括劳伦斯·斯泰因（1713年－1768年），他的小说《伤感的旅行》是伤感文学的滥觞。来自爱尔兰的奥列佛·歌德史密斯（1728年－1774年）的长篇小说《威克菲尔德的牧师》和长诗《荒村》是伤感文学成就最高的作品。在诗歌领域，出现了“墓园诗派”，代表人物格雷（1716年－1771年）的《墓园挽歌》是英诗中难得一见的精品。
由于英国议会于1737年通过《戏剧检查法》，对戏剧和剧院严格监督，因此戏剧发展受限。菲尔丁起初就是以政治讽刺剧成名，后来被迫转为小说创作。戏剧中成就较高的作品包括歌德史密斯的《屈身求爱》和理查德·谢里丹（1751年－1876年）的《造谣学校》等，至今仍在英国上演不衰。

## 法国

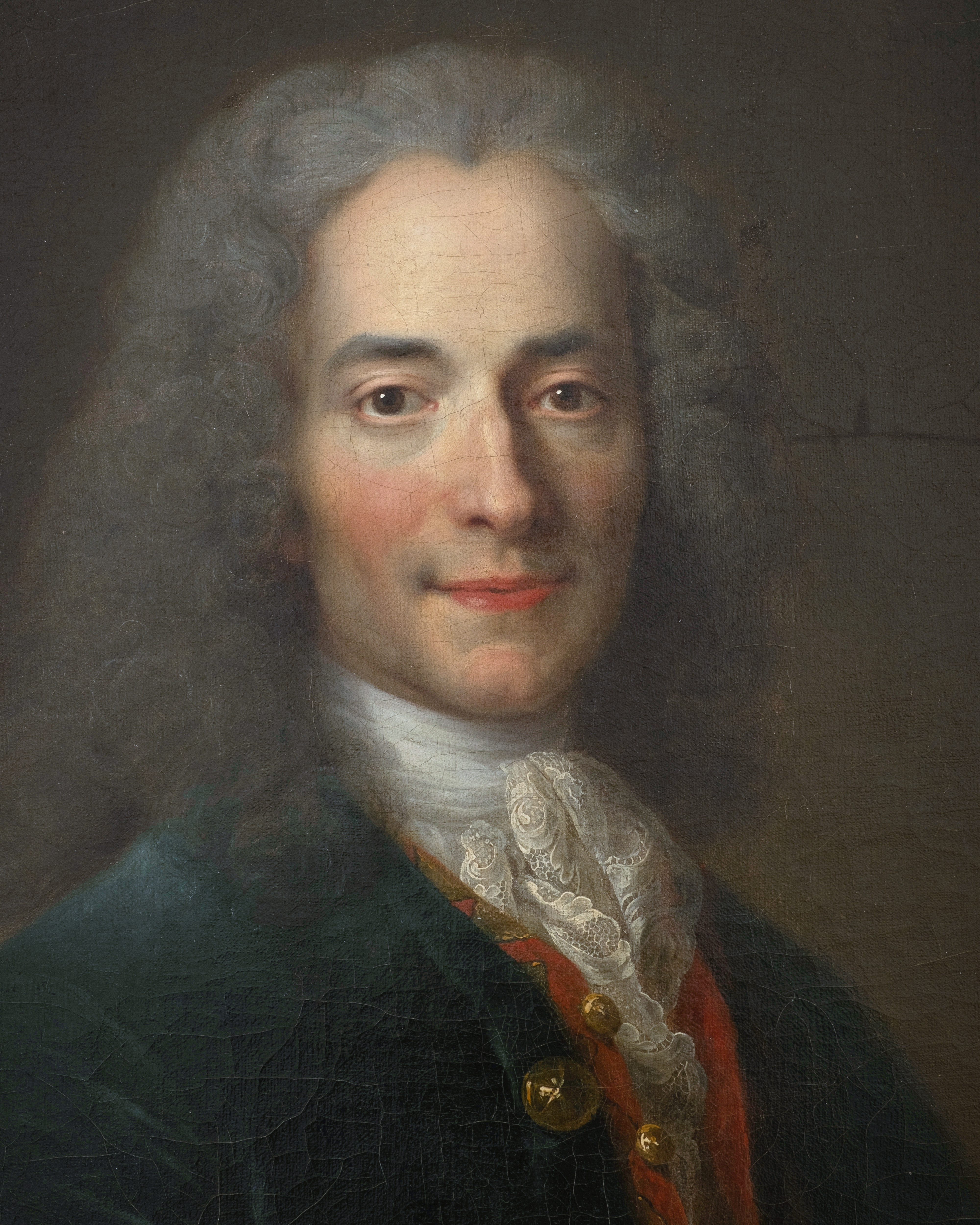
伏尔泰

法国是启蒙思想的发源地和启蒙运动的主要阵地，许多法国的启蒙思想家本身就是作家，因此法国的启蒙文学比英国激进得多，富有强烈的哲理根基和深厚的政治经济底蕴。名噪一时的“百科全书派”的编纂者每个都是博学之士，在哲学、文学、史学上均有很深的造诣。这些学者型作家的作品无论是批判性还是哲理性都强于其他国家的启蒙文学。

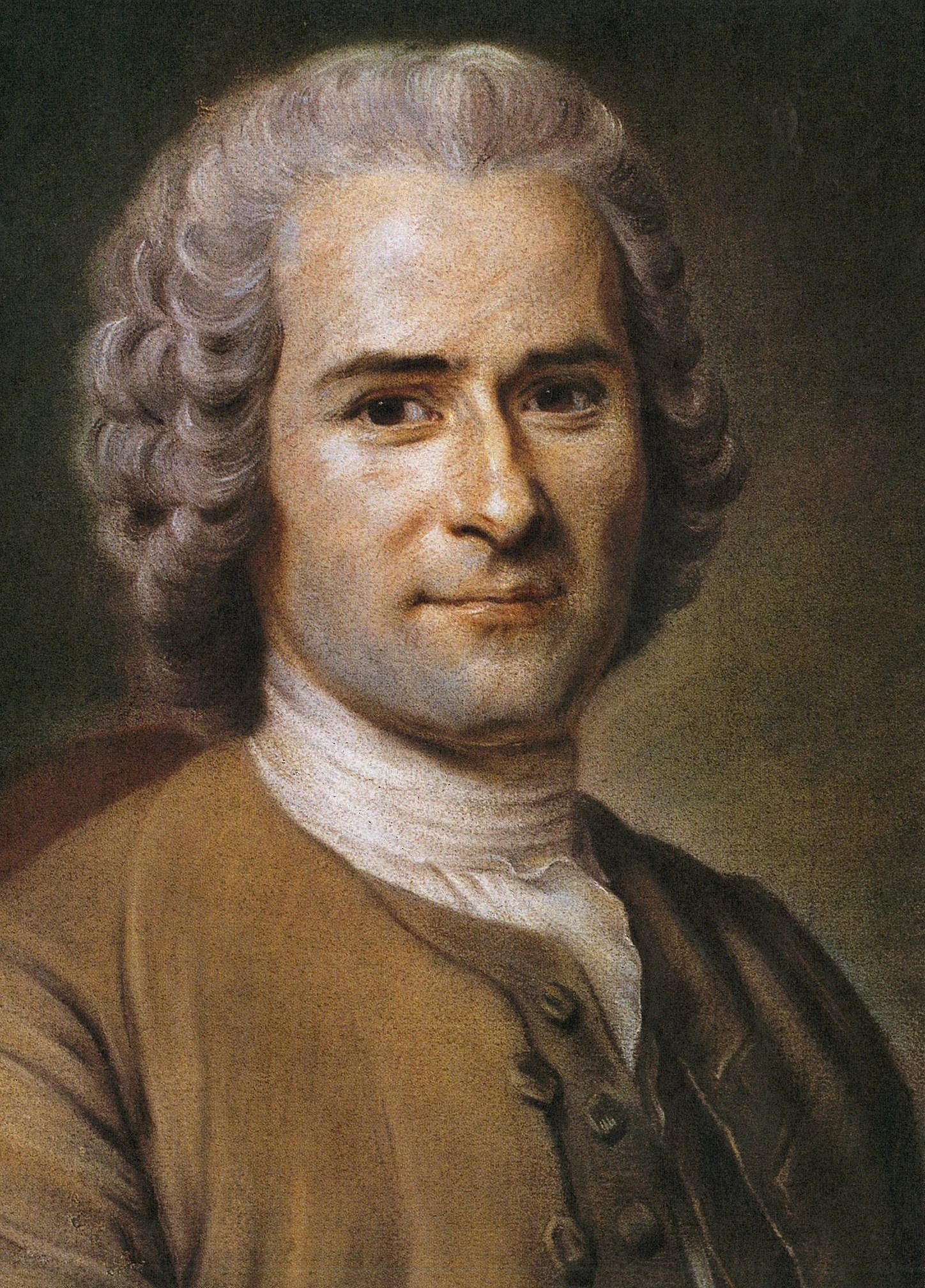
卢梭

18世纪早期法国盛行流浪汉小说。这种最早发端于西班牙的文学样式在社会底层广泛流传，揭开启蒙文学的序幕。阿兰·勒内·勒萨日（1668年－1747年）是成就最高的流浪汉小说家，他的代表作包括《瘸腿魔鬼》和《吉尔·布拉斯》等。
孟德斯鸠和伏尔泰是法国18世纪上半期启蒙文学的代表作家。孟德斯鸠是法国第一位真正意义上的启蒙作家。他的理论著作《论法的精神》把法制提高到国家政治生活的首位，并详细论证三权分立学说，成为关于国家学说的世界名著。他的书信体小说《波斯人信札》是第一部著名的启蒙哲理小说。伏尔泰（1694年－1778年）是法国启蒙运动中最具领袖威望的作家，他倡导文艺为社会改良和宣传启蒙思想服务，但有强调应该遵守古典主义规则。他最具价值的文学作品是中短篇哲理小说26篇，著名的包括《如此世界》、《查第格》和《天真汉》、《老实人》等。伏尔泰精于讽刺，拜伦曾称赞他“简直像一阵风，随心所欲的飘刮，拨起一切事物的根，有时教愚蠢出丑，有时把皇座也震动。”
18世纪中期，孟德斯鸠和伏尔泰等人仍然持续活动，新一辈作家狄德罗、卢梭等人以更为激进的姿态登上文坛，把法国启蒙文学推向顶峰。
德尼·狄德罗（1713年－1784年）是法国启蒙文学的中坚，也是“百科全书派”的领袖人物。他十分博学，在哲学、文学、文艺理论等领域均有重大建树。在戏剧创作上，他第一次提出“正剧”的概念，并亲自创作名剧《私生子》、《一家之长》以及至今仍常演不衰的《当好人还是坏人》。此外，狄德罗还发扬了对话体小说体裁，创作了《拉摩的侄儿》和《雅克和他的主人》等格调清新的杰作，宣扬启蒙思想。让-雅克·卢梭（1712年－1778年）是18世纪法国最杰出的思想家和文学家，他的思想体现了启蒙运动激进民主派的倾向，是19世纪浪漫主义文学的先驱。早年卢梭与狄德罗交好，为《百科全书》撰稿，其文学创作主要集中于后期。卢梭十分高产，以戏剧和小说为主，最优秀的作品包括《新爱洛伊丝》、《爱弥儿》、《忏悔录》等。这些作品站在“自然崇拜”哲学的角度，批判旧世界，主张用启蒙思想塑造新人。卢梭的作品在整个欧洲范围内产生了地震般的影响，以至于1762《爱弥儿》出版后，整个欧洲的封建势力联合掀起反卢梭浪潮。卢梭作品开辟的新倾向发展成为19世纪汹涌澎湃的浪漫主义文学。
比埃尔·德·博马舍（1732年－1799年）是法国成就最高的启蒙剧作家。他宣扬和发挥狄德罗的戏剧主张，创作了法国戏剧史上最杰出的市民剧《塞维勒的理发师》和《费加罗的婚礼》，在法国引发巨大的反响。法国国王路易十六甚至下令禁演此剧，认为它会“毁掉巴士底狱”。

## 德国

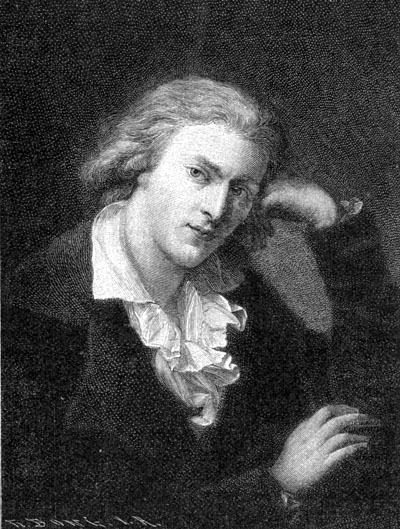
弗里德里希·席勒

18世纪的德国仍然处于分裂状态，分裂为数以百计的小邦国和帝国城市，每个小邦国都是一个小封建国家。国家分裂，邦国之间战乱频繁，工农业比英国、法国远远落后。资产阶级力量薄弱，依附于本土的小朝廷，不具备任何革命力量。尽管如此，德国的知识界却在英法启蒙运动的影响下率先觉醒，在文学、音乐、哲学等领域创造了辉煌的成就。不同于拥有深厚的文学历史底蕴的英国和法国，德国启蒙文学的首要目的是改变德国文学孱弱的历史现状，创立具有近代意义的民族文学，这也促使德国的文艺理论界呈现出繁荣景象。

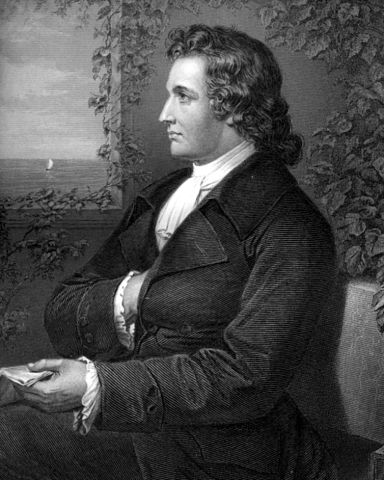
约翰·沃尔夫冈·歌德

德国启蒙文学起始于20年代，最早的代表人物是莱比锡大学教授高特舍德，他模仿法国古典主义理论家布瓦洛的《诗艺》写成《为德国人写的批判诗学试论》，并积极翻译法国古典主义剧作，以改变德国文学普遍粗俗、低劣的特点。至世纪中期，德国启蒙文学开始繁荣。高特何德·莱辛（1729年－1781年）是德国启蒙文学前期最伟大的人物，也是德国近代文学的奠基人。他的美学名著《拉奥孔》以及戏剧评论集《汉堡剧评》确立了德国近代文学发展的基本格调。除理论上的贡献，莱辛本人也是一位杰出的剧作家，他的市民剧《萨拉·萨姆逊小姐》是德国文学史上第一部市民悲剧。《艾米莉亚·迦洛蒂》也是脍炙人口的名剧。莱辛擅长从古希腊、古罗马文化中汲取养料，应用于对德国文学的改造中。
德国启蒙文学的高潮是出现于70－80年代的狂飙突进运动。参与这场全德范围的文学运动的作家大多是出身于市民阶层的青年，青年歌德和席勒成为这一运动的中坚力量。约翰·沃尔夫冈·歌德（1749年－1832年）是德国历史上最伟大的文学家，也是西方文学历史上位居前列的文学大师。在狂飙突进运动中，他创作了大量剧作和诗歌，表达反抗暴虐专制统治和渴望思想自由的精神。书信体小说《少年维特之烦恼》是狂飙突进运动中最具价值的作品，对后世的德国文学产生了深刻影响。弗里德里希·席勒（1759年－1805年）是狂飙突进运动的另一重要人物，他的大量市民悲剧是狂飚突进运动精神的最好体现。诞生于这一时期的剧本《强盗》、《阴谋与爱情》、《唐·卡洛斯》等在整个欧洲引发了广泛的反响。
90年代，狂飙突进运动逐渐结束，德国进入所谓的“古典文学时代”（不同于一般意义上的“古典文学”）。这时期的德国文学同德国古典哲学、古典音乐一起形成了德国古典文化的一个灿烂时期，跃居世界文化发展的前列。这一时期文学上的主要成就包括歌德与席勒的合作以及歌德晚年的创作。法国大革命之后，歌德与席勒逐渐脱离了年轻时激进、浪漫的特征，开始创作风格崇高、内容理性的文学作品。歌德与1794年与席勒相交，此后席勒进入第二个旺盛的创作期，发表了《华伦斯坦》、《威廉·退尔》等大量优秀剧本，而歌德最主要的成就则是完成了西方文学史上最伟大作品之一的诗体小说《浮士德》。
总体上看，90年代之后的德国文学已经脱离了“启蒙”的范畴。这一时期德国文学的特点是肃穆恬静、优雅庄重，无论内容还是形式都高度完善统一，这意味着德国终于如英法一样建立起真正意义上的“德国近代文学”。

## 其他国家
18世纪欧洲的其他国家，由于历史原因，其启蒙文学没有上述三国繁荣。在意大利产生了杰出的喜剧作家卡尔洛·哥尔多尼（1707年－1793年）改变了文艺复兴以来意大利文学沉寂的局面，他开创了意大利“风俗喜剧”的传统，反抗“三一律”，不模仿古人，根植于通俗文化的土壤。代表作《女店主》贬斥贵族，嘲弄贪婪的资产阶级，歌颂市民阶层的智慧和勇气。哥尔多尼的创作在一定程度上启迪了行将到来的意大利民族复兴。
18世纪的俄国由于彼得大帝的改革，形成了统一的农奴制和中央集权的封建国家，并努力向西方学习，具有近代意义的文学开始出现。当时，俄国启蒙文学的代表人物一般是开明进步的贵族知识分子。罗蒙诺索夫（1711年－1765年）是俄国启蒙文学和俄罗斯民族文学的奠基人。卡拉姆津（1766年－1826年）是伤感文学的代表。杰尔查文（1743年－1816年）的诗歌和冯维辛（1744年－1792年）的戏剧都努力冲破古典主义成规而向现实主义过渡。拉季舍夫（1749年－1802年）是俄国历史上第一个贵族革命家，他曾被沙皇流放西伯利亚，写成名作《从彼得堡到莫斯科的旅行》，体现了俄国启蒙文学的最高成就。

## 影响
启蒙文学对西方文学的影响是巨大而持久的。正是由于启蒙文学和作为哲学、思想、政治潮流的启蒙运动结合紧密，因此启蒙文学无论在思想的深度还是体裁的广度上都达到了前所未有的高度。浪漫主义和现实主义的创作取向在启蒙文学时代同时出现，均获得充分发展，为19世纪欧洲文学的空前繁荣打下良好基础。在英国，启蒙文学时期出现了第一批真正意义上的近代小说；在法国，激进的题材取径直接启迪了1789年的法国大革命；即使是在政治混乱、国家分裂的德国，也诞生了一批世界级的文学大师，建立了体系完善的近代文学。
在纵向上，启蒙文学一方面破除了古典主义的诸多清规戒律，一方面开启了新文学风气，是19世纪西方文学空前繁荣的前奏曲。